# باتريك فابيان
باتريك فابيان (بالألمانية: Patrick Fabian)‏ (مواليد 11 أكتوبر 1987 في هاغن - ألمانيا الغربية) لاعب كرة قدم ألماني يلعب حاليا لصالح نادي الدرجة الأولى بوخوم الألماني منذ 2000 في مركز قلب الدفاع .

## روابط خارجية
- باتريك فابيان على موقع قاعدة بيانات كرة القدم.إي يو (الإنجليزية)
- باتريك فابيان على موقع بيانات كرة القدم. دي إي (الألمانية)
- باتريك فابيان على موقع عالم كرة القدم.نت (الإنجليزية)